# Chilina Ciosi
Marie-Catherine Ciosi dite Chilina Ciosi, née le 1er janvier 1909 à Bastia et morte le 21 juillet 1997 à Boulogne-Billancourt, est une docteure en médecine ainsi qu'une résistante du mouvement Combat.

## Biographie
Elle soutient sa thèse de médecine intitulée Étude des lésions périfocales du mal de Pott dorsal en 1936, puis devient externe des hôpitaux de Paris, puis médecin-chef d'une clinique à Font-Romeu. 
Dans la résistance, elle fut du mouvement Combat et fut également responsable d'une filière de passage vers l'Espagne.

## Vie privée
Elle rencontre pendant la guerre Henri Frenay. Ils ont un enfant ensemble, né le 6 octobre 1943. Pour éviter de mettre en danger la mère et l'enfant, leur fils est déclaré « de père et de mère inconnus » et placé en pouponnière jusqu’à la fin du conflit. Il l'épouse après guerre, le 25 novembre 1946,.